# Lijst van sportmedewerkers van de NOS
presentatieLijst van sportmedewerkers van de NOS is een lijst met alle presentatoren, commentatoren, analisten en verslaggevers van NOS Studio Sport en NOS Langs de Lijn. Niet alle personen die hier genoemd worden hebben een vast contract bij de NOS.

## Programma's
Overzicht van programma's waar de personen op de lijst voor werken:
- NOS Studio Sport
- NOS Sportjournaal
- NOS Studio Voetbal
- Andere Tijden Sport (samen met NTR)
- NOS Langs de Lijn
- Langs de Lijn En Omstreken (samen met EO)
- Radio 1 Journaal (samen met NOS Nieuws)

Tijdens grote toernooien:
- NOS Studio Sportzomer/NOS Studio Sportwinter
- NOS Paralympische Spelen (samen met NOS Evenementen)
- NOS Studio Fussball
- NOS Studio Parijs
- De Avondetappe (Femmes)
- Radio Tour de France
- RadiOlympia

Voormalige programma's:
- De Avondetappe (radioprogramma)
- NOS Zomerochtend (samen met NOS Nieuws)
- NOS Studio Tour
- Radio 1 Sportzomer

## Medewerkers (2025)

### Hoofdredactie
| Naam                | Functie                                                                 | Periode    |
| ------------------- | ----------------------------------------------------------------------- | ---------- |
| Xander van der Wulp | hoofdredacteur                                                          | 2025-heden |
| Marc Schreuder      | tijdelijk adjunct-hoofdredacteur zakelijk (vervanger van Christian Vos) | 2025-heden |
| Lieve van Kessel    | adjunct-hoofdredacteur personeel en cultuur                             | 2025-heden |
| Kees Jongkind       | adjunct-hoofdredacteur innovatie en programmaontwikkeling               | 2025-heden |
| Ralph van Baasbank  | adjunct-hoofdredacteur projecten en evenementen                         | 2025-heden |

### Presentatoren
| Naam                 | Sport/uitzending | Periode          |
| -------------------- | --- | ---------------- |
| Hugo Borst           | NOS Langs de Lijn verleden: sidekick WK Journaal, NOS Studio France/Brasil/Rusland, analist Studio Voetbal | 2010, 2013-heden |
| Edwin Cornelissen    | presentatie: NOS Langs de Lijn en inval Langs de Lijn En Omstreken commentaar: korfbal, matchcenter, kunstschaatsen, schoonspringen, shorttrack, synchroonzwemmen, turnen, waterpolo en zwemmen verslag: radioreportages                | 1996-heden       |
| Dione de Graaff      | NOS Studio Sport, De Avondetappe, NOS Studio Parijs, Andere Tijden Sport, NOS Langs de Lijn verleden: Radio Tour de France | 1995-heden       |
| Gert van ´t Hof      | NOS Studio Sport, NOS Langs de Lijn en inval Langs de Lijn En Omstreken en Studio Voetbal verleden: Radio Tour de France | 2013-heden       |
| Suse van Kleef       | presentatie: inval NOS Studio Sport Live, NOS Langs de Lijn, Langs de Lijn En Omstreken commentaar: voetbal verslag: NOS Paralympische Spelen                                                                                           | 2019, 2021-heden |
| Dean van het Laar    | presentatie: inval NOS Langs de Lijn commentaar: badminton, breakdance, handbal, judo, korfbal, tafeltennis, schermen, voetbal, waterpolo en zeilen verslag: algemeen (radio) radioredacteur verleden: commentaar atletiek, wielersport | 2022-heden       |
| Robbert Meeder       | NOS Langs de Lijn, Langs de Lijn En Omstreken, Radio Tour de France en RadiOlympia | 2000-heden       |
| Ghislaine Plag       | NOS Studio Sport, NOS Langs de Lijn, Langs de Lijn En Omstreken en RadiOlympia | 2024-heden       |
| Sjoerd van Ramshorst | NOS Studio Sport, NOS Studio Voetbal verleden: NOS Sportgala | 2013-heden       |
| Henry Schut          | NOS Studio Sport, NOS Langs de Lijn en Radio Tour de France | 2005-heden       |
| Jeroen Stekelenburg  | NOS Studio Sport, NOS Langs de Lijn, inval Studio Voetbal verslag: atletiek en voetbal (NL Elftal) analyse: Eredivisie op Vrijdag en Studio Voetbal                                                                                     | 2004-heden       |
| Jeroen Stomphorst    | NOS Studio Sport, NOS Langs de Lijn en RadiOlympia verleden: De Avondetappe Femmes, Langs de Lijn En Omstreken | 2005-heden       |
| Rivkah op het Veld   | NOS Studio Sport en NOS Langs de Lijn verslag: voetbal (vrouwen) | 2013-heden       |
| Matthijs Weststrate  | pres: NOS Studio Sport commentaar: judo verslag: algemeen verleden: commentaar badminton, basketbal, kanovaren, matchcenter en volleybal                                                                                                | 2011-heden       |
| Eline de Zeeuw       | pres: NOS Studio Sport, NOS Langs de Lijn, RadiOlympia en NOS Para Parijs commentaar: ceremonies, turnen en zwemmen verslag: algemeen                                                                                                   | 2019-heden       |

### Commentatoren/verslaggevers
| Naam                 | Sport | Periode    |
| -------------------- | --- | ---------- |
| Thierry Boon         | commentaar: buitenlands voetbal, basketbal, kanovaren, golf en schoonspringen verslag: algemeen radioredacteur                                                                                             | 2015-heden |
| Erik van Dijk        | commentaar: basketbal, honkbal, roeien, schaatsen, waterpolo en wielrennen verslag: algemeen verleden: commentaar bobsleeën, handbal, rodelen en skeleton                                                  | 2004-heden |
| Léon Haan            | commentaar: atletiek, biatlon en ceremonies verslag: algemeen verleden: commentaar langlaufen, Noordse combinatie en schansspringen                                                                        | 1999-heden |
| Kees Jongkind        | commentaar: judo, karate, taekwondo en worstelen verslag: algemeen en Andere Tijden Sport | 1990-2025  |
| Ayolt Kloosterboer   | commentaar: curling, schansspringen en zeilen verslag: algemeen en NOS Paralympische Spelen verleden: commentaar korfbal, judo, shorttrack en volleybal                                                    | 2000-heden |
| Jan Kees van der Kun | commentaar: beachvolleybal, cricket, hockey, honkbal, korfbal, skateboarden, triatlon, veldrijden en matchcenter verslag: algemeen (radio) radioredacteur                                                  | 2013-heden |
| Edwin Peek           | commentaar: alpineskiën, badminton, handbal, korfbal, paardensport, paralympische sport, schaatsen, tennis, triatlon en wielrennen verslag: algemeen en NOS Paralympische Spelen voice-over beeldredacteur | 2006-heden |
| Maarten Tip          | commentaar: bobsleeën, freestyle skiën, snowboarden, skateboarden en (beach)volleybal verslag: algemeen voice-over eindredacteur tv                                                                        | 2001-heden |

### Verslaggevers
| Naam             | Specialisme                                               | Periode    |
| ---------------- | --------------------------------------------------------- | ---------- |
| Steven Dalebout  | schaatsen en wielrennen                                   | 2003-heden |
| Guido van Gorp   | algemeen, onderzoek                                       | 2020-heden |
| Han Kock         | algemeen, wielrennen en handbal                           | 1995-heden |
| Sander de Kramer | Marathon van Rotterdam                                    | 2018-heden |
| Joris Kreugel    | algemeen (radio)                                          | ?-heden    |
| Bert Maalderink  | schaatsen verleden: voetbal (Nederlands elftal)           | 1994-heden |
| Susanne Morren   | voetbal                                                   | 2022-heden |
| Robbert de Rijk  | schaatsen en NOS Paralympische Spelen redacteur televisie | 2013-heden |
| Joep Schreuder   | voetbal                                                   | 2001-heden |
| Angelo Terwiel   | (vrouwen)voetbal                                          | 2003-heden |
| Vlado Veljanoski | algemeen, turnen en shorttrack                            | 1996-heden |
| Martin Vriesema  | algemeen, autosport en zwemmen                            | 1998-heden |
| Sarah Westphal   | algemeen (radio) radioredacteur                           | 2024-heden |

### Commentatoren en voice-overs
| Naam                   | Functie                                 | Sport | Periode                     |
| ---------------------- | --------------------------------------- | --- | --------------------------- |
| Arman Avsaroglu        | commentaar                              | atletiek, bobsleeën, ceremonies, handbal, skeleton, rodelen, voetbal en (beach)volleybal verleden: korfbal, waterpolo, zwemmen                                                              | 2013-heden                  |
| Jan Beuving            | columnist                               | de alleskijker (tijdens Olympische Spelen), verleden: korte corner | 2015-2019, 2021-heden       |
| Joris van den Berg     | commentaar en voice-over                | commentaar: atletiek, boogschieten, curling, darts, marathonschaatsen, shorttrack, voetbal en wielrennen voice-over: algemeen en Avondetappe verleden: commentaar veldrijden en zeilen      | 1991-heden                  |
| Mark Brasser           | commentaar, eindredactie en voice-over  | commentaar: badminton en tennis eindredacteur tv voice-over verleden: commentaar kanovaren, tafeltennis en schoonspringen                                                                   | 1997-heden                  |
| Luuk von Burg          | commentaar                              | basketbal | 2024-heden                  |
| Ronald van Dam         | commentaar                              | autosport, badminton, (rolstoel)basketbal, boksen, cricket, honkbal, matchcenter, motorsport, schermen, schietsport en voetbal verleden: atletiek, boogschieten, shorttrack en ijshockey    | 2006-heden                  |
| Louis Dekker           | commentaar                              | autosport | 1998-heden                  |
| Herbert Dijkstra       | commentaar                              | schaatsen, shorttrack, skeeleren en triatlon verleden: wielrennen | 1998-heden                  |
| Jeroen Elshoff         | commentaar en analyse                   | voetbal en zaalvoetbal verleden: commentaar rugby | 2008-heden                  |
| Jeroen Grueter         | commentaar                              | voetbal, ijshockey en (openwater)zwemmen | 1996-heden                  |
| Frank Heinen           | columnist                               | Eindsignaal in Studio Voetbal verleden: Tour de Frank in Radio Tour de France | 2014-heden                  |
| Anne de Jong           | commentaar                              | honkbal, voetbal, volleybal en zwemmen verleden: badminton, basketbal, handbal, korfbal en waterpolo                                                                                        | 2023-heden                  |
| Leon Kersten           | commentaar                              | basketbal | 1996-heden                  |
| Mark Kloostra          | commentaar                              | badminton, handbal, voetbal, tafeltennis, volleybal, waterpolo en matchcenter | 2019-heden                  |
| Philip Kooke           | commentaar                              | hockey en voetbal | 2002-heden                  |
| Jeroen Koster          | commentaar, eindredactie en voice-over  | commentaar: wielersport eindredacteur tv voice-over verleden: commentaar basketbal | 2005-heden                  |
| Andries Lamain         | commentaar                              | wielrennen | 2023-heden                  |
| Laurens van Lieren     | commentaar en co-commentaar             | paardensport | 2012-heden                  |
| Hans van Loozenoord    | commentaar                              | autosport en motorsport | 1986-heden                  |
| Richard van der Made   | commentaar                              | badminton, beachvolleybal, handbal, voetbal en waterpolo | 1997-heden                  |
| Gabriel Melching       | commentaar                              | autosport, curling en wielersport | 2024-heden                  |
| Marcella Mesker        | commentaar                              | tennis | 1987-heden                  |
| Ragnar Niemeijer       | commentaar                              | handbal, golf, kanovaren, roeien, voetbal en (beach)volleybal verleden: paardensport | 2001-heden                  |
| Ed van Nierop          | commentaar                              | cricket | 2023-heden                  |
| Thijs Niet             | commentaar, beeldredactie en voice-over | commentaar: gewichtheffen, honkbal, kanovaren, klimsport, rugby, tafeltennis, veldrijden en wielrennen beeldredacteur voice-over                                                            | 2005-heden                  |
| Axel Quist             | commentaar                              | breakdance en schoonspringen verleden: co-commentaar turnen | 2020-heden                  |
| Jan Roelfs             | commentaar                              | ceremonies, langlaufen, noordse combinatie, paardensport, tennis en voetbal | 2002-heden                  |
| Krijn Schuitemaker     | commentaar                              | hockey, korfbal, matchcenter, voetbal, (beach)volleybal, waterpolo en ijshockey verleden: badminton, bobsleeën, boksen, handbal, motorsport, schansspringen, tennis, wielersport en zwemmen | 2015-heden                  |
| Frank Snoeks           | commentaar                              | voetbal verleden: honkbal, softbal en schaatsen | 1986-heden                  |
| Sebastiaan Timmerman   | commentaar                              | motorsport, schaatsen, shorttrack en wielersport verleden: badminton, handbal, tafeltennis                                                                                                  | 2001-heden                  |
| Gijs Uilenbroek        | voice-over (eind)redactie TV            | voice-over: Studio Sport Eredivisie en algemeen | ?-heden                     |
| Charles Urbanus jr.    | commentaar en co-commentaar             | honkbal | 2007-2015, 2021, 2024-heden |
| Nico Wantia            | commentaar                              | voetbal en volleybal | 2018-heden                  |
| Frank Wielaard         | commentaar                              | boogschieten, boksen en voetbal verleden: basketbal, gewichtheffen, korfbal, kanovaren, volleybal en ijshockey                                                                              | 1996-heden                  |
| Chris Wobben           | commentaar                              | matchcenter, voetbal en zaalvoetbal | 2015-heden                  |
| Jan Vincent van Zuiden | commentaar en redactie                  | commentaar: klimsport, tafeltennis en voetbal redacteur tv en radio | 2017-heden                  |

### Co-commentatoren
| Naam                    | Functie                           | Sport                                                                             | Periode               |
| ----------------------- | --------------------------------- | --------------------------------------------------------------------------------- | --------------------- |
| Tobias Aalderink        | co-commentaar                     | freestyleskiën en snowboarden                                                     | 2014-heden            |
| Thijs Al                | co-commentaar en analyse          | mountainbike en veldrijden                                                        | 2014-2017, 2019-heden |
| Iefke van Belkum        | co-commentaar en analyse          | waterpolo                                                                         | 2018-heden            |
| Lars van den Berg       | co-commentaar                     | wielrennen                                                                        | 2025-heden            |
| Rogier Blink            | co-commentaar                     | roeien                                                                            | 2023-heden            |
| Michael Boogerd         | co-commentaar en analyse          | wielrennen                                                                        | 2009-2012, 2020-heden |
| Michel Butter           | co-commentaar en analyse          | atletiek (marathon Rotterdam)                                                     | 2022-heden            |
| Stef Clement            | co-commentaar en analyse          | wielrennen                                                                        | 2019-heden            |
| Tom Dumoulin            | co-commentaar en analyse          | wielrennen                                                                        | 2023-heden            |
| Maarten Frankfort       | co-commentaar                     | zaalvoetbal                                                                       | 2022-heden            |
| Nico van Galen Last     | co-commentaar                     | ijshockey                                                                         | 2022-heden            |
| Céline van Gerner       | co-commentaar                     | turnen                                                                            | 2020-heden            |
| Guido Gosselink         | co-commentaar                     | triatlon                                                                          | 2017-heden            |
| Henk Grol               | co-commentaar                     | judo                                                                              | 2023-heden            |
| Tom Heggelman           | co-commentaar                     | cricket                                                                           | 2023-heden            |
| Martin Hersman          | co-commentaar                     | schaatsen                                                                         | 2003-heden            |
| Laurens Hoekman         | co-commentaar                     | curling                                                                           | 2022-heden            |
| Roxane Knetemann        | co-commentaar en analyse          | wielrennen                                                                        | 2019-heden            |
| Kirsten Knip            | co-commentaar                     | volleybal                                                                         | 2025-heden            |
| Sewa Kroetkov           | co-commentaar                     | skateboarden                                                                      | 2021-heden            |
| Mark van de Kuilen      | co-commentaar                     | rolstoelbasketbal                                                                 | 2021-heden            |
| Bram Ronnes             | co-commentaar                     | beachvolleybal                                                                    | 2025-heden            |
| Cees van Rootselaar     | co-commentaar                     | basketbal                                                                         | 2008-heden            |
| Peter Rozenbeek         | co-commentaar                     | zaalvoetbal                                                                       | 2022-heden            |
| Dafne Schippers         | co-commentaar en analyse          | atletiek                                                                          | 2023-heden            |
| Samantha Schorn-Jonkman | co-commentaar                     | korfbal                                                                           | 2024-heden            |
| Marit Silvius           | co-commentaar                     | kunstrijden                                                                       | 2025-heden            |
| Arvin Slagter           | co-commentaar                     | basketbal (3x3)                                                                   | 2025-heden            |
| Jan Smeekens            | co-commentaar                     | schaatsen                                                                         | 2023-heden            |
| Jeroen Smits            | co-commentaar                     | cricket                                                                           | 2023-heden            |
| Quinta Steenbergen      | co-commentaar                     | volleybal                                                                         | 2022-heden            |
| Hein Gerd Triemstra     | co-commentaar                     | basketbal                                                                         | 2016-heden            |
| Annemiek van Vleuten    | co-commentaar en analyse          | wielrennen                                                                        | 2024-heden            |
| Jantine van der Vlist   | co-commentaar                     | beachvolleybal                                                                    | 2018-heden            |
| Floris de Vries         | co-commentaar                     | golf                                                                              | ?-heden               |
| Maarten van der Weijden | co-commentaar                     | openwaterzwemmen                                                                  | 2016-heden            |
| Erben Wennemars         | co-commentaar, analyse en verslag | co-com en analyse: schaatsen sidekick NOS Studio Sportwinter verslag: RadiOlympia | 2011-heden            |
| Juvat Westendorp        | co-commentaar                     | breakdance                                                                        | 2024-heden            |
| Kirsten Wild            | co-commentaar en analyse          | (baan)wielrennen                                                                  | 2022-heden            |
| Laila Youssifou         | co-commentaar                     | roeien                                                                            | 2025-heden            |

### Vaste analisten
| Naam                 | Sport/uitzending                                                                                       | Periode               |
| -------------------- | --- | --------------------- |
| Ibrahim Afellay      | voetbal en Studio Voetbal                                                                              | 2020-heden            |
| Mandy van den Berg   | voetbal verleden: co-commentaar voetbal                                                                | 2022-heden            |
| Jeroen Bleekemolen   | autosport                                                                                              | 2022-heden            |
| Annette Gerritsen    | schaatsen                                                                                              | 2017-heden            |
| Ellen Hoog           | hockey                                                                                                 | ?-heden               |
| Pierre van Hooijdonk | voetbal en Studio Voetbal                                                                              | 2015-heden            |
| Cees Juffermans      | shorttrack                                                                                             | 2018-heden            |
| Johan Kenkhuis       | zwemmen                                                                                                | 2012-heden            |
| Marcel Kittel        | wielrennen                                                                                             | 2021-heden            |
| Marcelien de Koning  | zeilen                                                                                                 | 2021-heden            |
| Jan Lammers          | autosport                                                                                              | 2016-heden            |
| Jorien ter Mors      | shorttrack                                                                                             | 2022-heden            |
| Laurine van Riessen  | sidekick NOS Peking Vandaag                                                                            | 2022                  |
| Gregory Sedoc        | atletiek                                                                                               | 2015-heden            |
| Leonne Stentler      | voetbal (vrouwen), Eredivisie op Vrijdag en Studio Sport Eredivisie                                    | 2019-heden            |
| Jaap Stockmann       | hockey                                                                                                 | ?-heden               |
| Niki Terpstra        | wielrennen                                                                                             | 2025-heden            |
| Mark Tuitert         | schaatsen                                                                                              | 2014-heden            |
| Rafael van der Vaart | voetbal en Studio Voetbal                                                                              | 2016-heden            |
| Tom Veelers          | wielrennen                                                                                             | 2019-heden            |
| Arno Vermeulen       | Studio Voetbal chef voetbal/commentatoren verleden commentaar tafeltennis, voetbal en (beach)volleybal | 1990-1996, 2003-heden |
| Ireen Wüst           | schaatsen                                                                                              | 2022-heden            |
| Epke Zonderland      | turnen (Studio Parijs)                                                                                 | 2024-heden            |

## Bekende oud-medewerkers
| Naam                    | Commentator/ verslaggever/ presentator  | Sport/uitzending | tv/radio     | Periode               |
| ----------------------- | --------------------------------------- | --- | ------------ | --------------------- |
| Michel Anthoniesse      | verslag                                 | algemeen | tv           | 1994-2005             |
| Marga van Arnhem        | presentatie                             | NOS Studio Sport, NOS Langs de Lijn | tv/radio     | 1971-1989             |
| Heinze Bakker           | presentatie en commentaar               | pres: NOS Studio Sport com: tennis, schaatsen en wielrennen | tv/radio     | ?-2002                |
| Jaap Bax                | commentaar                              | voetbal | radio        | 1969-1997             |
| Ed van den Bent         | commentaar                              | paardensport en ceremonies | radio        | 1974-2023             |
| Jurgen van den Berg     | presentatie                             | NOS Langs de Lijn en Radio Tour de France | radio        | 2001-2010, 2013-2015  |
| Tom Blom                | presentatie                             | NOS Langs de Lijn en Radio Tour de France | radio        | ?-?                   |
| Klaas Boot              | commentaar                              | gymnastiek | tv/radio     | 1959-1986             |
| Ronald Boot             | presentatie en commentaar               | pres: NOS Langs de Lijn com: honkbal, ijshockey, snowboarden en softbal                                                                                            | tv/radio     | 1986-2018             |
| Afke Boven              | presentatie                             | NOS Studio Sport: Formule 1 | tv           | 2024                  |
| Govert van Brakel       | presentatie                             | NOS Langs de Lijn en Radio Tour de France | radio        | 1991-2009             |
| Luuk Braun              | presentatie                             | NOS Studio Sport | tv           | 1996-1997             |
| Erik Breukink           | co-commentaar                           | wielrennen | tv           | 1999-2004             |
| Eef Brouwers            | presentatie                             | NOS Studio Sport | tv           | 1973-1977             |
| Hans Brian              | commentaar                              | badminton, hockey, motorsport, rugby en tafeltennis | tv           | ?-?                   |
| Hansje Bunschoten       | commentaar                              | zwemmen | tv           | 1992-1998             |
| Jacques Chapel          | commentaar                              | schaatsen en wielrennen | radio        | ?-2008                |
| Jan Cottaar             | presentatie en commentaar               | pres: Sport in Beeld en NOS Studio Sport com: atletiek | tv/radio     | 1959-?                |
| Edward van Cuilenborg   | presentatie en commentaar               | pres: NOS Studio Sport com: voetbal en schaatsen | tv           | ?-2002                |
| Victor Deconinck        | presentatie                             | NOS Studio Sport | tv           | ?-1994                |
| Jan Douwe Kroeske       | presentatie                             | NOS Langs de Lijn en Radio Tour de France | radio        | ?-?                   |
| Joost den Draaijer      | presentatie                             | Radio Tour de France | radio        | 1970, 1972, 1977-1978 |
| Leo Driessen            | commentaar                              | schaatsen, voetbal en wielrennen | radio        | 1982-1989             |
| Maarten Ducrot          | co-commentaar en analyse                | wielrennen | tv           | 2004-2023             |
| André van Duin          | presentatie                             | Radio Tour de France | radio        | 1985                  |
| Tom Egbers              | presentatie                             | Andere Tijden Sport, NOS Studio Sport, NOS Langs de Lijn, NOS Studio Voetbal, Tom's Sportverhalen, Tom's derbys                                                    | tv/radio, tv | 1984-1990, 1992-2025  |
| Carine Eysbouts         | presentatie                             | NOS Langs de Lijn | radio        | 1989                  |
| Hans Eijsvogel          | commentaar                              | paardenrennen en paardensport | tv           | 1969-1996             |
| Vincent van Engelen     | presentatie                             | Radio Tour de France | radio        | 1972, 1977            |
| Sjors Fröhlich          | presentatie en commentaar               | pres: NOS Langs de Lijn en Radio Tour de France com: wielrennen | radio        | 1998-2007             |
| Jan Joost van Gangelen  | presentatie                             | Studio Sport | tv           | ?-2005                |
| Ronald van der Geer     | commentaar en voice-over                | com: voetbal voice-over: Eredivisie (zondag) | tv/radio     | 2005-2015             |
| Jack van Gelder         | presentatie en commentaar               | pres: NOS Langs de Lijn, NOS Studio Sport en NOS Studio Voetbal com: atletiek, boksen en voetbal                                                                   | tv/radio     | 1975-2015             |
| Frits van 't Groenewout | commentaar                              | paardensport | tv           | 1996-2011             |
| Geerhard de Grooth      | commentaar                              | hockey | radio        | 1971-2014             |
| Joan Haanappel          | commentaar                              | kunstschaatsen | tv           | 1975-1986             |
| Lex Harding             | presentatie                             | Radio Tour de France | radio        | 1978                  |
| Maxim Hartman           | verslag                                 | Eredivisie op Vrijdag | tv           | 2016-2017             |
| Tom van 't Hek          | presentatie                             | NOS Langs de Lijn, sportblok in Radio 1 Journaal, Radio Tour de France, RadiOlympia                                                                                | radio        | 1993-2013, 2018-2024  |
| Aad van den Heuvel      | presentatie                             | NOS Langs de Lijn | radio        | 1977                  |
| Frans Henrichs          | commentaar                              | motorsport en ijshockey | tv           | 1959-?                |
| Herman Hobert           | commentaar                              | voetbal | radio        | 1999-2009             |
| Marc de Hond            | commentaar                              | rolstoelbasketbal en sledgehockey | tv           | 2016, 2018            |
| Bep van Houdt           | commentaar                              | tennis | radio        | 1966-1994             |
| Andy Houtkamp           | commentaar                              | american football, atletiek, golf, honkbal, voetbal en wielrennen                                                                                                  | radio        | 1979-1987, 1998-2024  |
| Eddy Jansen             | presentatie en commentaar               | pres: NOS Langs de Lijn com: alpineskiën, atletiek, tennis, voetbal en volleybal                                                                                   | tv/radio     | 1986-2006             |
| Kees Jansma             | presentatie en commentaar               | pres: NOS Langs de Lijn en NOS Studio Sport com: voetbal | tv/radio     | ?-1997                |
| Jorrit Jorritsma        | commentaar                              | schaatsen en wielrennen | radio        | 1986-1990             |
| Pascal Kamperman        | commentaar                              | voetbal | radio        | 1996-2005             |
| Astrid Kersseboom       | presentatie                             | NOS Studio Sport | tv           | 2001-2004             |
| Hans Kiviet             | commentaar                              | motorsport en ijshockey | tv           | 1979-1999             |
| Henk Kok                | commentaar                              | schaatsen, shorttrack en voetbal | tv/radio     | 1982-2014             |
| Theo Koomen             | presentatie en commentaar               | pres: NOS Langs de Lijn com: schaatsen, voetbal en wielrennen | tv/radio     | 1966-1984             |
| Herman Kuiphof          | presentatie en commentaar               | pres: NOS Studio Sport com: voetbal | tv           | ?-?                   |
| Jeroen Latijnhouwers    | presentatie                             | NOS Studio Sport | tv           | 2023                  |
| Gio Lippens             | presentatie en commentaar               | pres: NOS Langs de Lijn com: atletiek, boksen, schaatsen, triatlon, veldrijden en wielrennen                                                                       | tv/radio     | 1989-2024             |
| Ferry Maat              | presentatie                             | Radio Tour de France | radio        | 1977-1978             |
| Aïcha Marghadi          | presentatie                             | NOS Studio Sport | tv           | 2010-2012             |
| Felix Meurders          | presentatie                             | NOS Langs de Lijn en Radio Tour de France | radio        | 1982-1995             |
| Evert ten Napel         | commentaar                              | alpineskiën, handbal, marathonschaatsen, schansspringen, voetbal en wielrennen                                                                                     | tv/radio     | 1978-2012             |
| Bert Nederlof           | commentaar                              | voetbal | radio        | 1973-1995             |
| Danny Nelissen          | commentaar, co-commentaar en analyse    | wielrennen | tv/radio     | 2014-2023             |
| Jean Nelissen           | co-commentaar                           | wielrennen | tv/radio     | ?-2007                |
| Joop Niezen             | presentatie en commentaar               | pres: NOS Langs de Lijn com: voetbal | radio        | 1967-1976, 1990-1991  |
| Job van Oostrum         | commentaar                              | biatlon, bobsleeën, langlaufen en rodelen | tv           | ?-?                   |
| Daniëlle Overgaag       | presentatie                             | NOS Studio Sport | tv           | 1999-2000             |
| Toine van Peperstraten  | presentatie en commentaar               | pres: NOS Langs de Lijn en NOS Studio Sport com: voetbal en volleybal                                                                                              | tv/radio     | 1993-2013             |
| Eddy Poelmann           | commentaar                              | voetbal | tv/radio     | 1981-2003             |
| Clairy Polak            | presentatie                             | Radio Tour de France | radio        | 1999-2000             |
| Koos Postema            | presentatie                             | NOS Langs de Lijn, Radio Tour de France, Sport in Beeld en NOS Studio Sport                                                                                        | tv/radio     | 1980-?                |
| Wim Plekkenpol          | presentatie en commentaar               | pres: Langs de Lijn com: handbal en voetbal | radio        | 1976-1980             |
| Jur Raatjes             | commentaar                              | zeilen | tv           |                       |
| Fred Racké              | presentatie en commentaar               | pres: Langs de Lijn, Radio Tour de France en NOS Studio Sport com: wielrennen                                                                                      | tv/radio     | ?-1979                |
| Menno Reemeijer         | presentatie                             | NOS Langs de Lijn | radio        | 1998-2012             |
| Theo Reitsma            | commentaar                              | atletiek, boksen, honkbal en voetbal | tv           | 1969-2006             |
| Ron de Rijk             | commentaar                              | voetbal | radio        | ?-2005                |
| Willem Ruis             | presentatie                             | NOS Langs de Lijn | radio        | 1977, 1981-1982       |
| Klaas Samplonius        | presentatie                             | NOS Langs de Lijn en Radio Tour de France | radio        | ?-?                   |
| Cunera van Selm         | presentatie                             | NOS Studio Sport | tv           | 2001-2003             |
| Jan Siemerink           | co-commentaar                           | tennis | tv           | 2010-2017             |
| Mart Smeets             | presentatie, verslag en commentaar      | pres: NOS Studio Sport, De Avondetappe, Studio Sportzomer, Sport in beeld, Sportgala vers: uitgebreide reportages com: basketbal, honkbal, schaatsen en wielrennen | tv           | 1974-2016             |
| Bob Spaak               | presentatie en commentaar               | pres: Sport in beeld en NOS Studio Sport com: voetbal | tv           | 1966-1982             |
| Frits Spits             | presentatie                             | Radio Tour de France | radio        | 1993                  |
| Tim Steens              | commentaar                              | cricket en hockey | tv/radio     | ?-2015                |
| Jan Stekelenburg        | presentatie, commentaar en eindredactie | pres: NOS Studio Sport com: autosport, golf, tafeltennis en volleybal eindredacteur tv                                                                             | tv           | 1968-2021             |
| Herman Stok             | presentatie                             | Radio Tour de France | radio        | 1970, 1972            |
| Bob van der Tak         | commentaar                              | voetbal, waterpolo en zwemmen | tv/radio     | 2009-2016             |
| Humberto Tan            | presentatie                             | NOS Studio Sport | tv           | 1993-2005             |
| Henk Terlingen          | presentatie en verslag                  | pres: NOS Langs de Lijn, Radio Olympia en NOS Studio Sport vers: wielrennen                                                                                        | tv/radio     | ?-?                   |
| Bas Ticheler            | commentaar                              | voetbal | tv/radio     | 1995-2014             |
| Annette van Trigt       | presentatie en verslag                  | pres: NOS Studio Sport, Radio Tour de France, NOS Langs de Lijn en later Langs de Lijn En Omstreken vers: algemeen                                                 | tv/radio     | 1989-2002, 2018-2023  |
| Rocky Tuhuteru          | presentatie                             | NOS Langs de Lijn en Radio Tour de France | radio        | 1987-2000             |
| Stefan Verheij          | commentaar                              | atletiek en golf | tv           | 2003-2022             |
| Koen Verhoeff           | presentatie en commentaar               | pres: Sport in Beeld com: voetbal | tv/radio     | 1969-1979             |
| Joop Vernooy            | commentaar                              | basketbal, korfbal, triatlon, waterpolo en ijshockey | tv           | ?-2022                |
| Ria Visser              | commentaar en analyse                   | schaatsen en shorttrack | tv           | ?-2010                |
| Sierd de Vos            | commentaar                              | schaatsen en voetbal | tv/radio     | 1989-1995             |
| Hugo Walker             | commentaar                              | honkbal en voetbal | tv/radio     | 1968-2000             |
| Ruud ter Weijden        | presentatie en commentaar               | pres: NOS Studio Sport com: boksen | tv           | 1977-1981             |
| Jeroen Wielaert         | verslag                                 | Radio Tour de France | radio        | 1994-2013             |
| Herman van der Zandt    | presentatie                             | pres: NOS Studio Sport, De Avondetappe, NOS Paralympische Spelen, NOS Peking Vandaag, NOS Sportgala, NOS Langs de Lijn en Langs de Lijn En Omstreken               | tv/radio     | 2012-2023             |
| Pierre Zenden           | commentaar                              | gewichtheffen, judo, worstelen | tv           | 1968-2004             |
| Hans van Zetten         | commentaar                              | freestyleskiën, (ritmische) gymnastiek, turnen en kunstschaatsen                                                                                                   | tv           | 1986-2020             |